# Northrop/McDonnell Douglas YF-23
Нортроп/МакДоннелл Дуглас YF-23 (англ. Northrop/McDonnell Douglas YF-23) — прототип багатоцільового винищувача п'ятого покоління, розроблений компаніями Northrop Grumman та McDonnell Douglas. Всього було побудовано два літаки — PAV-1 «Gray Ghost» («Сірий привид») або ж неофіційна назва «Black Widow II» («Чорна вдова II») та PAV-2 «Spider» («Павук»). Прототип YF-23 програв у конкурсі YF-22, який у 2005 році надійшов на озброєння ПС США.

## Розробка
YF-22 і YF-23 конкурували в проекті ATF (Advanced Tactical Fighter), перспективного багатоцільового винищувача п'ятого покоління для заміни F-15 Eagle.
Прототип YF-23 розроблявся з урахуванням вимог ПС США до підвищеної бойової живучості, малопомітності, можливостям польоту на надзвуковій швидкості без використання форсажу і простоті обслуговування. Першочерговим завданням було зниження помітності радіолокації літака, Northrop спиралася на свій досвід створення стратегічного бомбардувальника B-2 Spirit і винищувача F-18 Hornet. Двигуни YF-23 позбавлені керованого вектора тяги, що знижує маневрені характеристики літака, однак, завдяки цьому знижується маса конструкції, а також досягається більше зниження ІЧ-помітності літака.
Попри те, що літак володіє передовим дизайном, з метою скорочення вартості, були використані деякі компоненти винищувача F-15.

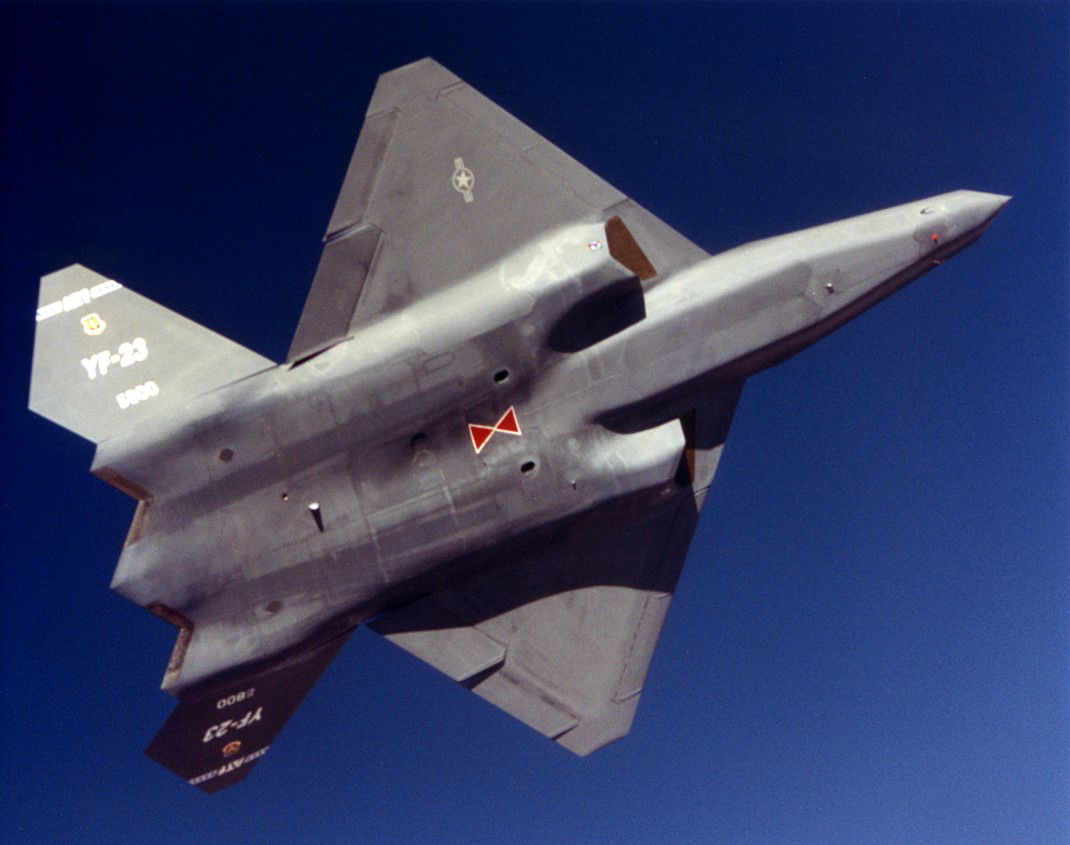
Червоний пісочний годинник, намальований на YF-23 PAV-1 під час його першого польоту

Формально позначений як YF-23A, перший літак (серійний номер 87-0800), прототип льотного апарата 1 (PAV-1), випустили 22 червня 1990 року; PAV-1 здійснив свій перший 50-хвилинний політ 27 серпня під керуванням Альфреда «Пола» Меца. Другий YF-23 (серійний номер 87-0801, PAV-2) здійснив свій перший політ 26 жовтня, пілотований Джимом Сандбергом. Перший YF-23 був пофарбований у вугільно-сірий колір і мав прізвисько «Сірий привид». Другий прототип був пофарбований у два відтінки сірого і мав прізвисько «Павук». На PAV-1 короткий час був намальований червоний пісочний годинник на повітрозабірнику, щоб запобігти травмам наземного екіпажу. Червоний пісочний годинник нагадував позначку на нижній стороні тіла чорної вдови, що ще більше зміцнювало неофіційне прізвисько «Чорна вдова II», дане YF-23 через його 8-часткову форму радіолокаційного відбиття, що нагадувала павука. Коли керівництво Northrop дізналося про це маркування, вони наказали його видалити.
Прототипи PAV-1 і PAV-2 відрізнялися двигунами — на першому прототипі встановлений двигун Pratt & Whitney YF119, на другому — General Electric YF120, які брали участь у конкурсі на двигун для винищувача п'ятого покоління. Літак мав сопла з одноступінчастим розширювальним каналом (SERN) і, на відміну від YF-22, не використовував вектор тяги. Як і у випадку з B-2, вихлопні гази від двигунів YF-23 проходили через канали, облицьовані плитками, які охолоджуються шляхом «транспіраційного охолодження», щоб розсіювати тепло та захищати двигуни від виявлення ракетами з ІЧ ГСН. Пропульсивні та аеродинамічні характеристики YF-23 дозволяли йому здійснювати надзвуковий політ на швидкості понад Мах 1,6 без форсажу.
Профіль літака нагадує профіль високошвидкісного розвідника SR-71 компанії Lockheed Martin.

## Історія

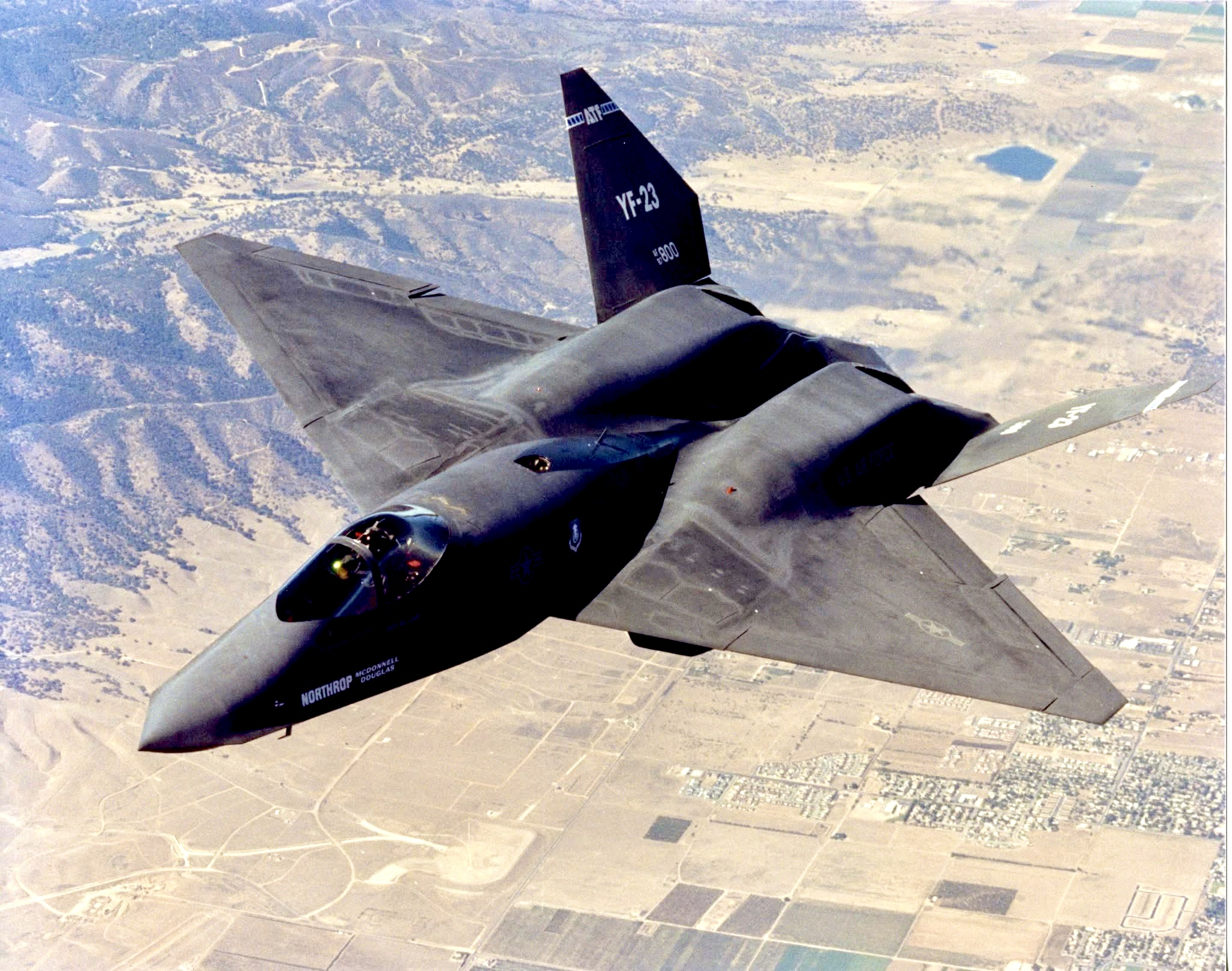
Прототип YF-23 летить над авіабазою Едвардс.

У 1980-х роках ПС США почали шукати заміну для своїх винищувачів F-15, щоб ефективніше протистояти вдосконаленим радянським Су-27 і МіГ-29. Кілька компаній подали свої проектні пропозиції; ПС США обрали пропозиції від Northrop і Lockheed. Northrop об'єднався з McDonnell Douglas для розробки YF-23, тоді як Lockheed, Boeing і General Dynamics розробляли YF-22. ВМС США розглядали можливість використання морської версії ATF як заміну F-14, але ці плани були пізніше скасовані через високі витрати.
Обидва YF-23 були виконані в конфігурації, визначеної технічним завданням ПС США. YF-23 виконав 50 випробувальних польотів, загальною тривалістю 65,2 години. YF-23 з двигуном P & W (PAV-1) вперше виконав політ на надзвуковій швидкості без використання форсажу 18 вересня 1990, досягнувши при цьому швидкості, рівної 1700 км/год, що відповідає 1,43 М. Другий YF-23 (PAV-2) з двигунами GE досяг швидкості 1900 км/год (1,6 М) 29 листопада 1990 року.
YF-22 виграв конкурс у квітні 1991 року. YF-23 володів кращими швидкісними характеристиками і кращою малопомітністю, проте YF-22 був збалансованіший — він мав досить високу маневреність, завдяки двигуну з керованим вектором тяги, а також розглядався як палубний винищувач.
Програвши конкурс, літаки YF-23 були передані дослідному центру NASA на авіабазу Едвардс у штаті Каліфорнія без двигунів. Обидва літаки перебували на зберіганні до середини 1996 року, після чого вони були передані в музеї. YF-23A PAV-1, серійний номер ПС 87-0800, «Сірий привид», реєстраційний номер N231YF виставлений у Національному музеї ПС США в Дейтоні, штат Огайо в 2000 році. Другий прототип YF-23A PAV-2, серійний номер ПС 87-0801, «Павук», реєстраційний номер N232Y у 2004 році був переданий в оренду музею «Western Museum of Flight» і використовується для демонстрації.

## Тактико-технічні характеристики
Деякі характеристики є розрахунковими.
Джерела даних.

### Технічні характеристики
- Екіпаж: 1 людина
- Розмах крила: 13,29 м
- Довжина літака: 20,54 м
- Висота літака: 4,24 м
- Площа крила: 87,80 м ²
- Маса:

* БРЕО: 858 кг
* Порожнього: 14970 кг
* Нормальна злітна: 26516 кг (100 % палива)
* Бойова: 23327 кг (52 % палива)
* Максимальна злітна: 29000 кг
* Навантаження:
* Нормальна: 1116 кг (6 + 2 КР)
* Максимальна: 10370 кг
* Паливо: 8600 кг
* ППБ: 8000 кг
* Навантаження на крило:
* Бойова (6 + 2 КР, 52 % палива): 266 кг/м ²
* При нормальній злітній масі: 302 кг/м ²
* При максимальної злітної маси: 387 кг/м ²
- Тип двигуна:

* PAV-1 «Gray Ghost»: 2 × ТРДДФ Pratt & Whitney YF119
* Статична форсована тяга: 13900 кгс (15876 кгс на серійному F119)
* PAV-2 «Spider»: 2 × ТРДДФ General Electric YF120
- Тягооснащеність:

* Бойова (6 +2 КР, 52 % палива): 1,19 (на серійному 1,36)
* При нормальній злітній масі: 1,05 (на серійному 1,20)
* При максимальної злітної маси: 0,96 (на серійному 1,09)

### Льотні характеристики
- Максимальна швидкість: 2300 км/год (2,2 М)
- Максимальна безфорсажна швидкість: 1700 км/год (1,6 М)
- Крейсерська швидкість: 950 км/год (0,9 М)
- Бойовий радіус: 1300—1500 км
- Практична стеля: 20000 м
- Максимальне експлуатаційне перевантаження: +6 G
- Потрібна довжина ЗПС: 915 м

### Авіоніка
- РЛС з АФАР APG-77 (РЛС F-22)
  - Максимальна дальність виявлення: до 210 км (за іншими даними до 270—300 км)
  - Маса: 553,7 кг
  - Споживана потужність: 16533 Вт
  - Обсяг: 0,565 м³
  - Витрата охолоджуючого повітря: 4,38 кг/хв
  - Витрата охолоджуючої рідини: 33,9 л/хв
  - Діаметр АФАР: 0,813 м
  - Маса: 219,1 кг
  - Обсяг: 0,275 м ³
  - Розсіювана потужність: 8278 Вт
  - Витрата охолоджуючої рідини: 11,3 л/хв

### Озброєння
- Гарматне: 1 × 20-мм авіаційна гармата M61 Vulcan
- Керовані ракети:
  - ракети «повітря-повітря»: 
    - 4-6 × AIM-120 AMRAAM або AIM-7 Sparrow[7][18]
    - 4 × AIM-9 Sidewinder[18]

## Галерея

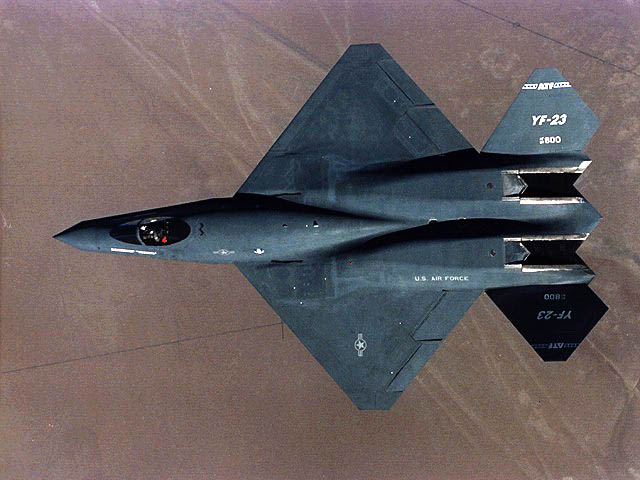
Northrop YF-23, вид зверху
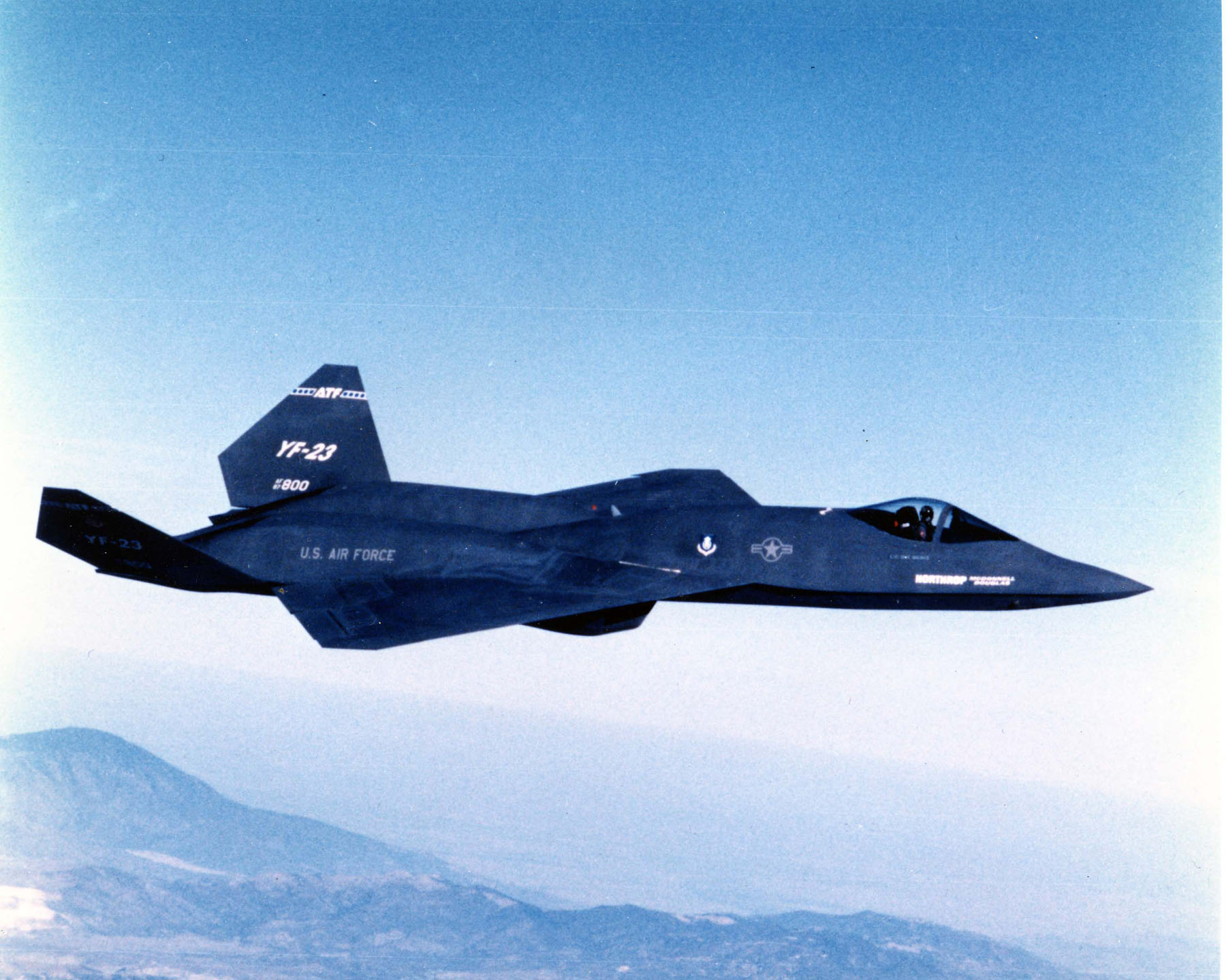
Northrop-McDonnell Douglas YF-23, вид справа
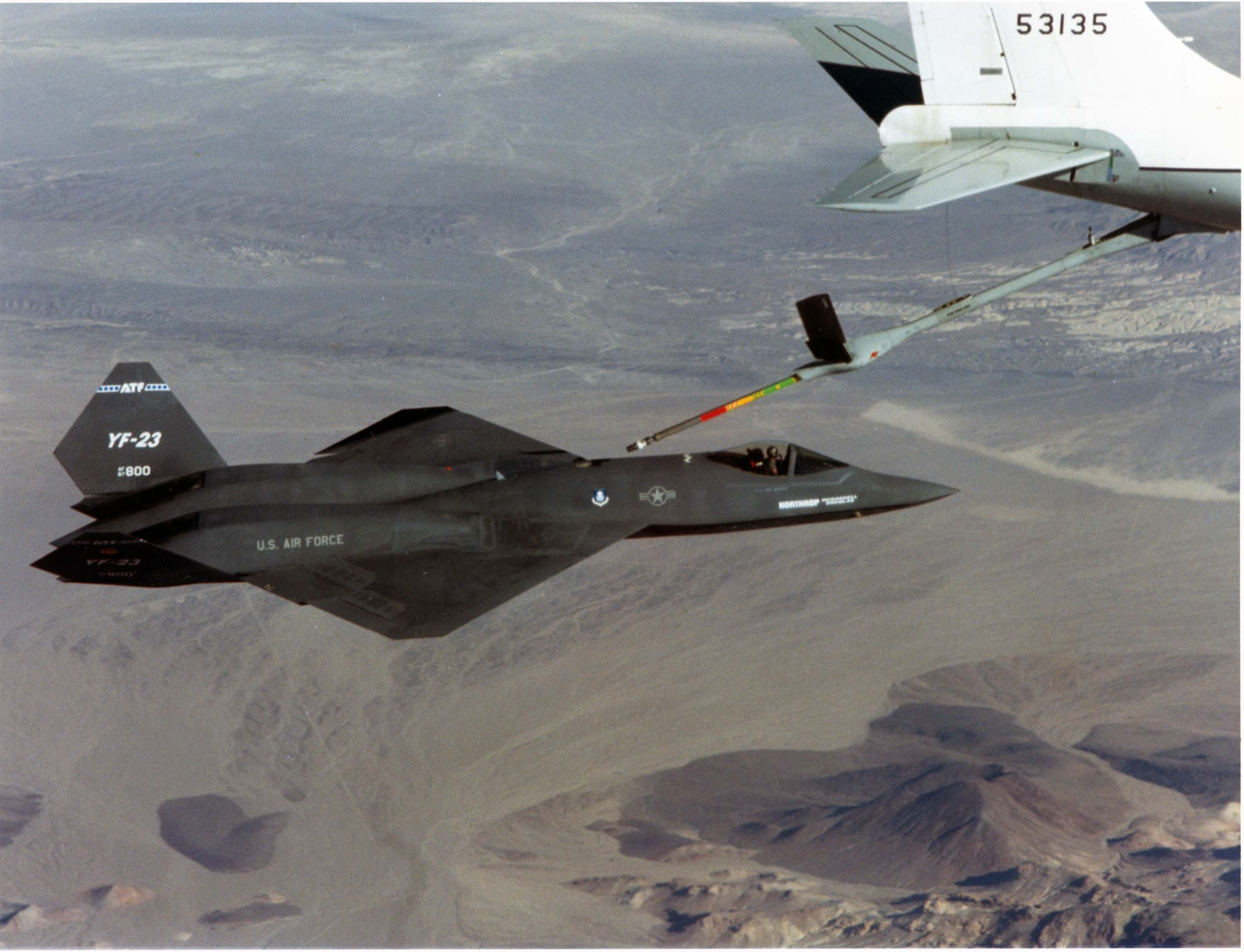
Дозаправка в повітрі YF-23 «Black Widow II»
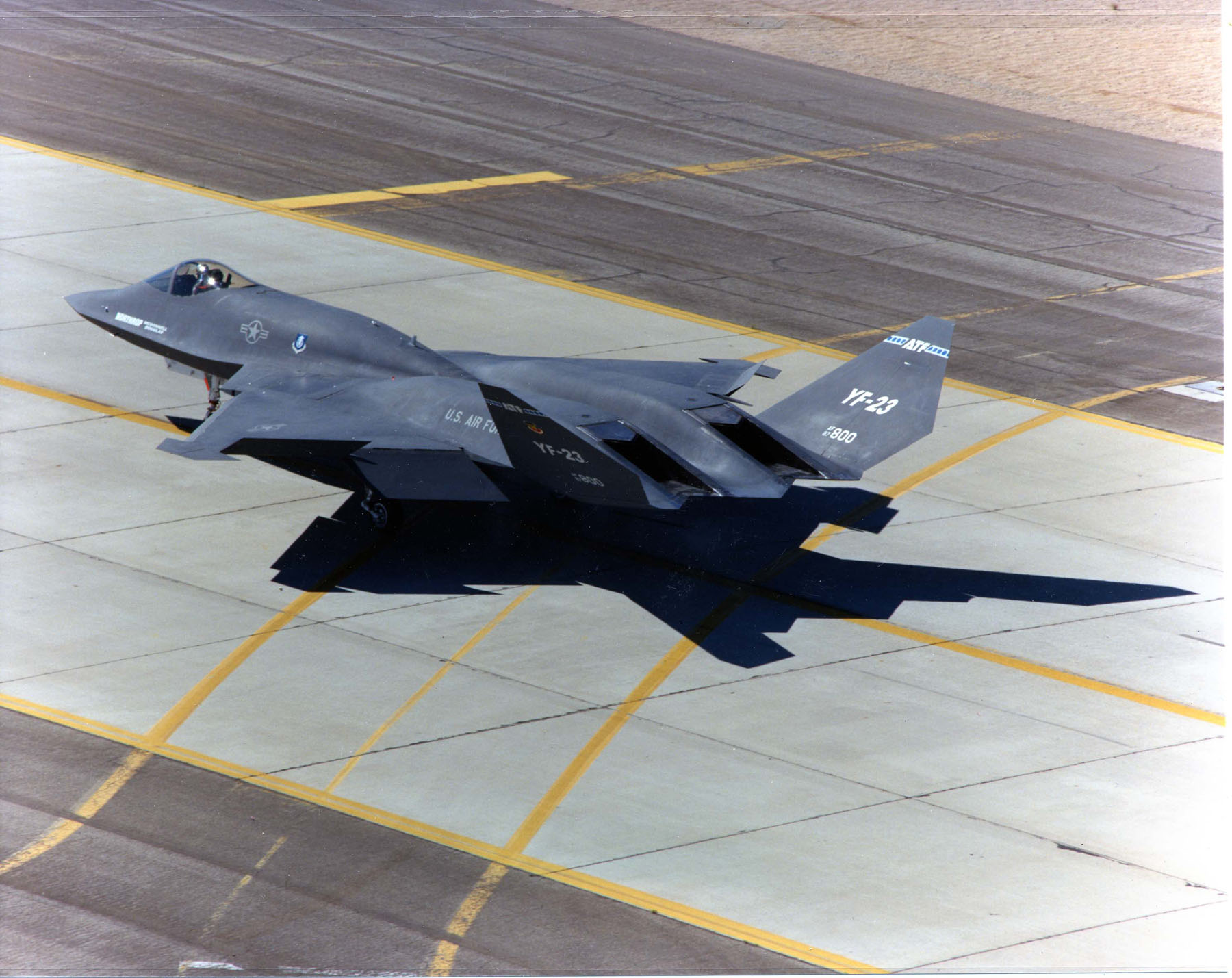
Northrop-McDonnell Douglas YF-23 на взлітно-посадковій смузі.
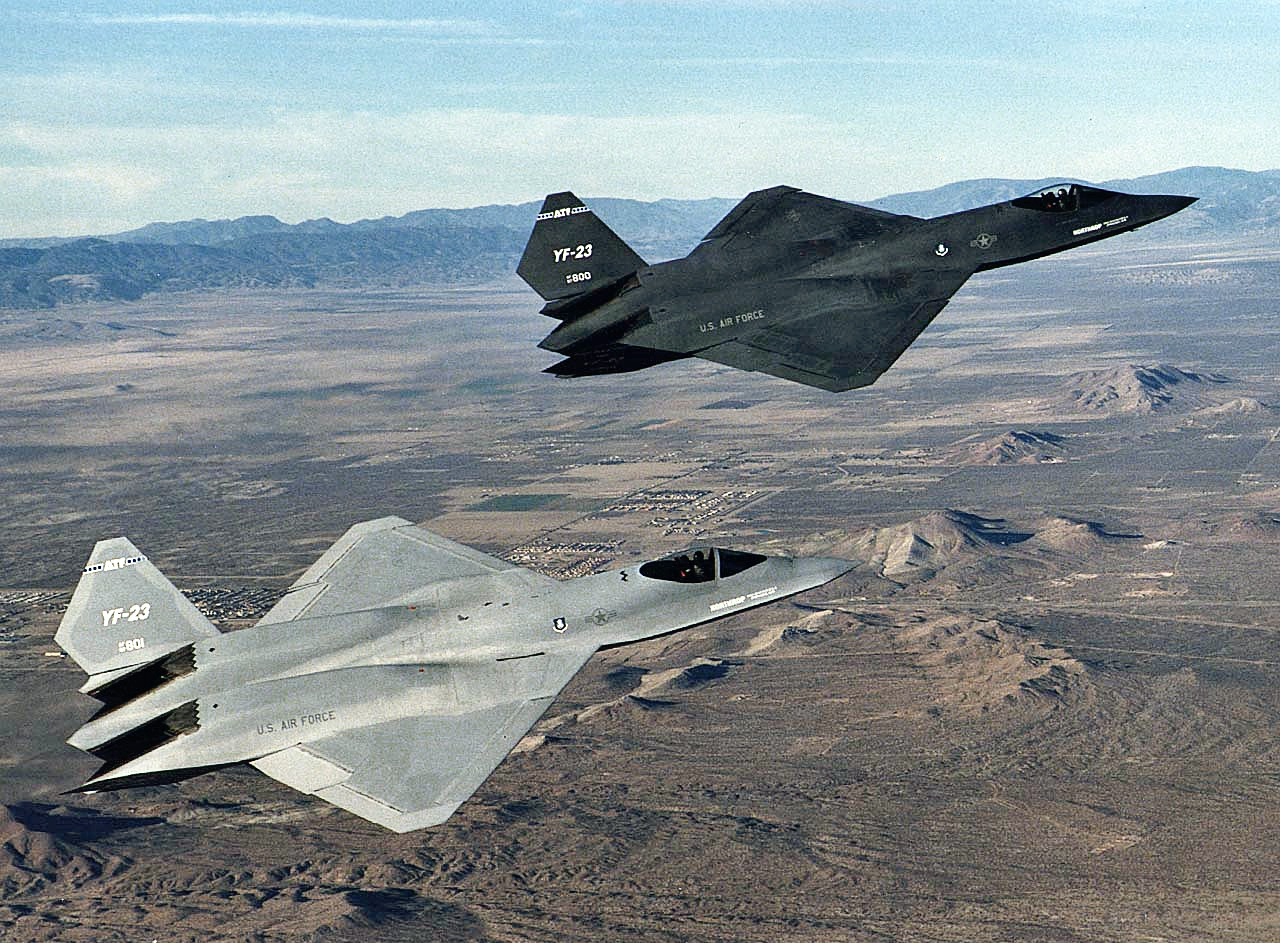
Два YF-23 летять над пустелею Мохаве. Їх прозвали «Павук» (на передньому плані) і «Сірий привид» (на задньому плані).
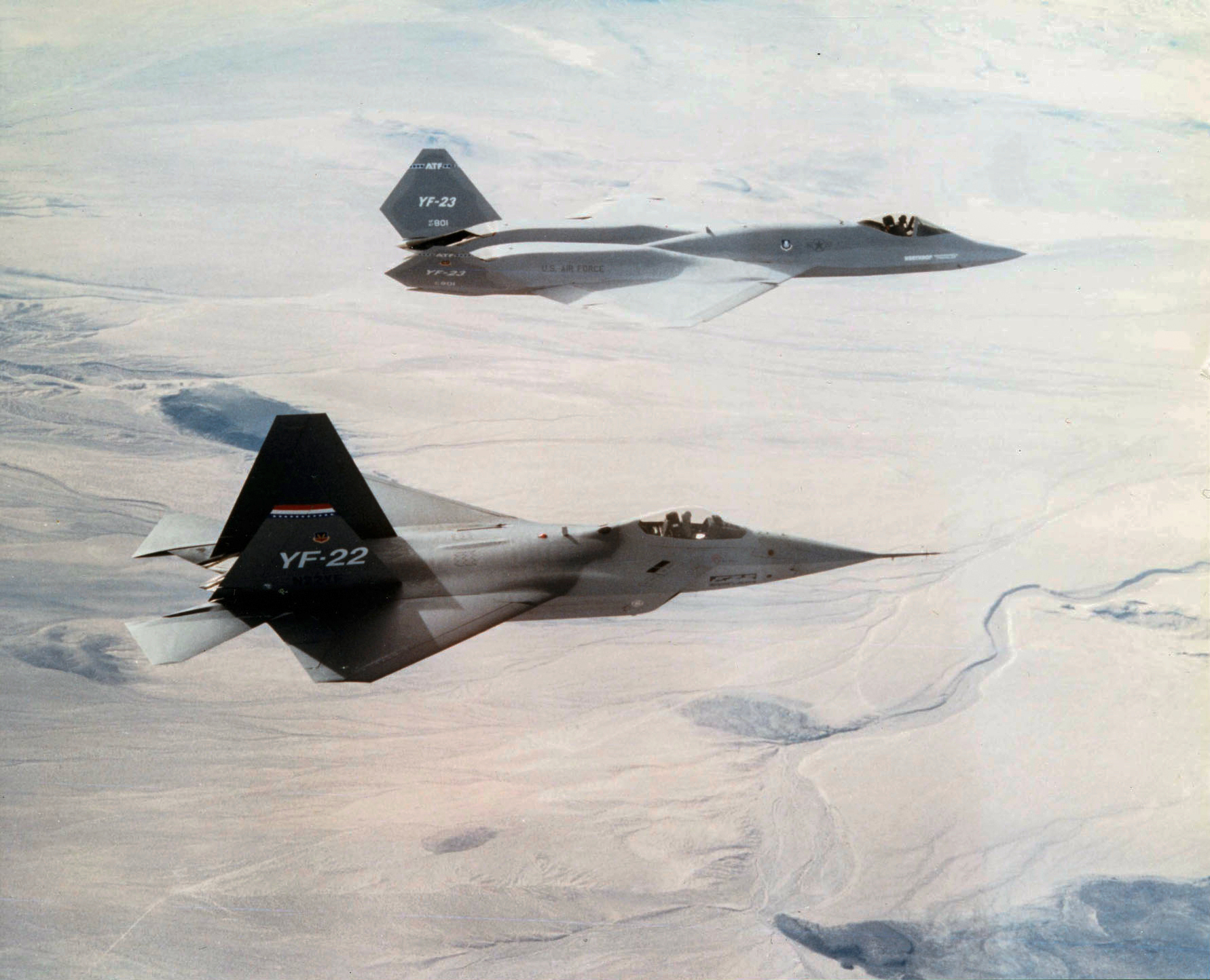
YF-22 на передньому плані та YF-23 «Павук» на задньому плані